# Michael George Gilbert
Michael George Gilbert (1943 ) es un botánico y explorador inglés. Ha trabajado extensamente en expediciones botánicas a China, Etiopía, Kenia, con base en el Real Jardín Botánico de Kew.

## Algunas publicaciones
- susan Carter, michael g. Gilbert. 1987. Euphorbia heterochroma, Euphorbia stapfii and related taxa. Kew Bull. 42 (2): 385-94

- michael g. Gilbert. 1973. A New Species of Euphorbia from the Ogaden, Ethiopia. Kew Bull. 4 pp.

## Honores

### Eponimia
- (Asphodelaceae) Aloe gilbertii T.Reynolds ex Sebsebe & Brandham 1992
- (Asclepiadaceae) Angolluma gilbertii Plowes 1994
- (Asclepiadaceae) Cynanchum gilbertii Liede 1997
- (Asclepiadaceae) Pachycymbium gilbertii (Plowes) M.G.Gilbert 2003
- (Euphorbiaceae) Euphorbia gilbertiana Bisseret & Specks 2007
- La abreviatura «M.G.Gilbert» se emplea para indicar a Michael George Gilbert como autoridad en la descripción y clasificación científica de los vegetales.[4]